# Миротворці (картина Джорджа Хілі)
Миротворці (англ. The Peacemakers) — картина американського художника Джорджа Хілі, що змальовує подію останніх днів Громадянської війни у США — зустріч найвищого військового командування Союзу США (Північні штати), у перебігу котрої її учасники обговорювали питання капітуляції військ Півдня і повоєнного облаштування країни; зустріч відбулася 28 березня 1865 року, а картину було написано 1868.